# Siège d'Arles (1368)
Pour les articles homonymes, voir Siège d'Arles.
Le siège d'Arles qui se déroule entre le 11 avril et le 1er mai 1368 constitue un épisode de la guerre menée en Provence par Bertrand du Guesclin  pour le compte de Louis d'Anjou à l’époque de la guerre de Cent Ans et des grandes compagnies. 

## Contexte
En 1367, Urbain V décide de réinstaller le siège apostolique à Rome. Profitant du départ du pape, Louis d’Anjou, dont les sénéchaussées du Languedoc étaient infestées par les Compagnies de routiers libérées après la fin du conflit castillan, décide de les regrouper sur la rive droite du Rhône. Philippe de Cabassolle, le recteur du Comtat Venaissin, se doute que le frère du roi de France envisage d'utiliser ces soudards à des fins personnelles. Averti du passage dans les différents diocèses languedociens d’une multitude de gens d’armes, le 11 juillet 1367, il annonce au pape la menace que faisaient peser ces societates sur les frontières occidentales du Comtat et de la Provence. 
Au fil des jours, la menace se précise. Vers la mi-septembre, sur ordre de l’Angevin, les capitaines des routiers font mouvement vers la vallée du Rhône. Enfin le 25 septembre, Olivier de Mauny et ses troupes s'installèrent à Beaucaire en compagnie du duc. Ils s’y cantonnaient dans l’attente de la venue de Bertrand du Guesclin, toujours prisonnier du Prince Noir à Bordeaux. 
L’affaire est jugée si grave à Rome que le 27 septembre 1367, une bulle d’Urbain V excommunie tous ceux qui apportent aide aux routiers. 
Dans la sénéchaussée de Beaucaire la rumeur court que, le 7 février précédent, Bertrand du Guesclin, de passage à Montpellier, a regroupé tous ses Capitaines routiers. Le Breton rejoint Louis d'Anjou à Nîmes en compagnie du maréchal Arnould d'Audrehem.
L'attaque est déclenchée le 26 février 1368 quand Louis d’Anjou donne ordre aux troupes placées sous le commandement de du Guesclin d’envahir la Provence.
La ville d’Avignon est rapidement rançonnée et celle de Tarascon assiégée.

## Le siège
Le Sénéchal de Provence Raymond d’Agoult, qui a enfin levé des troupes, se porte au secours de Tarascon et d'Arles, assiégées par du Guesclin. La rencontre des deux armées a lieu devant cette cité le 11 avril et l’affrontement se solde par la déroute des troupes fidèles à la reine Jeanne.  Arles isolée doit alors faire face seule à l’adversité, retranchée derrière ses murailles blanches qui donnaient à la ville son surnom de l'époque : Arles, la blanche.  
D’après le chroniqueur arlésien Bertrand Boysset, ce siège sanglant se termine le 1er mai : 
« L’an du seigneur 1368, le 11 avril, qui fut le 3e jour de Pâques, le seigneur Louis, duc d’Anjou, frère du roi de France, assiégea la cité d’Arles et le seigneur Bertrand Duguesclin, comte de Longueville mena pour lui le siège ; il dura jusqu’au 1er mai. Ce jour-là, ils s’en allèrent sauf les morts qui restèrent ».
Un autre chroniqueur, Cuvelier, dans sa Chronique de Bertran Duguesclin, suggère que la ville paye comme Avignon, une rançon : 
« Et puis de là alla droit en Arles le blanc »
« Aux champs si se logean et myt l siege grand ; »
« Mais parlement y ot et duc et de Bertan »
« Et tant, qu’il est avis, selon mon essiant, »
« Qu’ils firent leur accort par monnaie païent ».

### Sources et bibliographie
- Louis Stouff – Arles  au Moyen Âge - Édition La Thune (Marseille), 2000 -  (ISBN 291384703X)